# 48410 Kolmogorov
48410 Kolmogorov este o planetă minoră (asteroid), cu un diametru de 11,488 km, din centura de asteroizi. A fost descoperită pe 23 august 1985 la Observatorul Astrofizic din Crimeea⁠(d) de Nikolai Cernîh și a fost numită după Andrei Nikolaevici Kolmogorov. 
Obiectul prezintă o orbită caracterizată de o semiaxă mare de 3,1995216597547 UAi, o excentricitate de 0,19, o înclinație de 12,5 ° în raport cu ecliptica.